# Elaphoglossum longipilosum
Elaphoglossum longipilosum là một loài thực vật có mạch trong họ Lomariopsidaceae. Loài này được (Atehortúa) A. Rojas mô tả khoa học đầu tiên năm 2009.